# Def Leppard/Auszeichnungen für Musikverkäufe

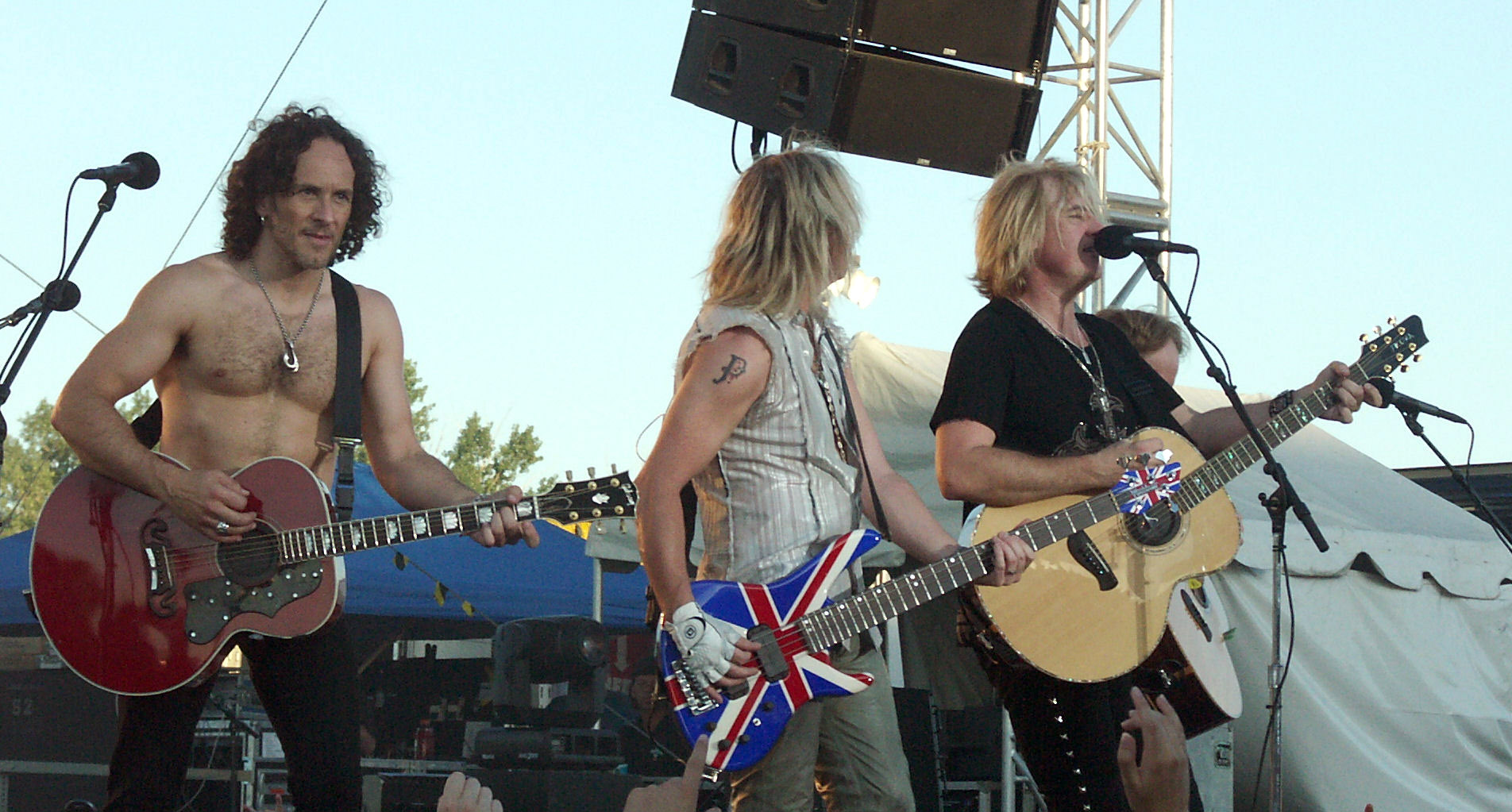
Def Leppard

Dies ist eine Übersicht über die Auszeichnungen für Musikverkäufe der britischen Rock-Musikgruppe Def Leppard. Die Auszeichnungen finden sich nach ihrer Art (Gold, Platin usw.), nach Staaten getrennt in chronologischer Reihenfolge, geordnet sowie nach den Tonträgern selbst, ebenfalls in chronologischer Reihenfolge, getrennt nach Medium (Alben, Singles usw.), wieder.

## Auszeichnungen
| - Indien - 1992: für das Album Adrenalize - Portugal - 1992: für das Album Adrenalize - Vereinigtes Königreich - 1985: für das Album Pyromania - 1995: für die Single When Love & Hate Collide - 2023: für die Single Animal - 2024: für die Single Hysteria - Argentinien - 2004: für das Album Best of - Australien - 1990: für das Videoalbum In the Round – In Your Face Live - 1992: für die Single Let’s Get Rocked - Dänemark - 1992: für das Album Adrenalize - 2024: für das Album Hysteria - Europa - 1992: für das Album Adrenalize - Finnland - 1993: für das Album Adrenalize - Frankreich - 1988: für das Album Pyromania - 1993: für das Album Adrenalize - Indonesien - 1992: für das Album Adrenalize - Irland - 1992: für das Album Adrenalize - Japan - 1992: für das Album Adrenalize - 1995: für das Album Vault: Def Leppard Greatest Hits - 1999: für das Album Euphoria - Kanada - 1994: für das Videoalbum Visualize - 1999: für das Album Euphoria - Malaysia - 1992: für das Album Adrenalize - Mexiko - 1987: für das Album Hysteria - 1992: für das Album Adrenalize - 1995: für das Album Vault: Def Leppard Greatest Hits - Neuseeland - 2008: für das Album Rock of Ages: The Definitive Collection - Norwegen - 1987: für das Album Hysteria - 1992: für das Album Adrenalize - 1996: für das Album Vault: Def Leppard Greatest Hits - Schweden - 1988: für das Album Hysteria - Schweiz - 1994: für das Album Retro Active - Spanien - 1992: für das Album Adrenalize - Südafrika - 1992: für das Album Adrenalize - Vereinigte Staaten - 1994: für das Videoalbum Visualize - 1996: für das Album Slang - 1999: für das Album Euphoria - 2003: für das Videoalbum Historia/In the Round – In Your Face - 2005: für die Single Pour Some Sugar on Me - 2005: für das Videoalbum Rock of Ages: The Definitive Collection - 2018: für das Album Mirror Ball – Live & More - Vereinigtes Königreich - 1992: für das Album Adrenalize - 1996: für das Album Slang - 2022: für das Album The Story So Far – The Best Of | - Australien - 1990: für das Videoalbum Historia - Kanada - 1988: für das Album High N’ Dry - 1991: für das Album On Through the Night - 1992: für das Videoalbum In the Round – In Your Face Live - 1993: für das Album Retro Active - 1996: für das Album Slang - Neuseeland - 1983: für das Album Pyromania - 1992: für das Album Adrenalize - Schweden - 1992: für das Album Adrenalize - Schweiz - 1990: für das Album Hysteria - 1992: für das Album Adrenalize - Vereinigte Staaten - 1989: für das Album On Through the Night - 1993: für das Album Retro Active - 2006: für das Album Rock of Ages: The Definitive Collection - Vereinigtes Königreich - 1995: für das Album Vault: Def Leppard Greatest Hits - 2013: für das Album Best of - 2022: für die Single Pour Some Sugar on Me - Australien - 1992: für das Album Adrenalize - Kanada - 1996: für das Album Vault: Def Leppard Greatest Hits - 2005: für das Album Rock of Ages: The Definitive Collection - Neuseeland - 1996: für das Album Vault: Def Leppard Greatest Hits - Vereinigte Staaten - 1989: für das Videoalbum Historia - 1989: für das Videoalbum In the Round – In Your Face Live - 1992: für das Album High N’ Dry - Vereinigtes Königreich - 1989: für das Album Hysteria | - Kanada - 1990: für das Videoalbum Historia - Neuseeland - 2024: für die Single Pour Some Sugar on Me - Vereinigte Staaten - 1992: für das Album Adrenalize - Australien - 2006: für das Album Hysteria - Kanada - 1992: für das Album Adrenalize - Vereinigte Staaten - 2005: für das Album Vault: Def Leppard Greatest Hits - Kanada - 1991: für das Album Pyromania - Neuseeland - 1989: für das Album Hysteria - Vereinigte Staaten - 1998: für das Album Hysteria - Kanada - 1988: für das Album Hysteria - Vereinigte Staaten - 2004: für das Album Pyromania |

## Auszeichnungen nach Alben

### On Through the Night
| Land/Region               | Auszeichnungen für Musikverkäufe (Land/Region, Auszeichnung, Verkäufe) | Verkäufe  |
| ------------------------- | ---------------------------------------------------------------------- | --------- |
| Kanada (MC)               | Platin                                                                 | 100.000   |
| Vereinigte Staaten (RIAA) | Platin                                                                 | 1.000.000 |
| Insgesamt                 | 2× Platin ·                                                            | 1.100.000 |

### High ’n’ Dry
| Land/Region               | Auszeichnungen für Musikverkäufe (Land/Region, Auszeichnung, Verkäufe) | Verkäufe  |
| ------------------------- | ---------------------------------------------------------------------- | --------- |
| Kanada (MC)               | Platin                                                                 | 100.000   |
| Vereinigte Staaten (RIAA) | 2× Platin                                                              | 2.000.000 |
| Insgesamt                 | 3× Platin ·                                                            | 2.100.000 |

### Pyromania
| Land/Region                  | Auszeichnungen für Musikverkäufe (Land/Region, Auszeichnung, Verkäufe) | Verkäufe   |
| ---------------------------- | ---------------------------------------------------------------------- | ---------- |
| Frankreich (SNEP)            | Gold                                                                   | 100.000    |
| Kanada (MC)                  | 7× Platin                                                              | 700.000    |
| Neuseeland (RMNZ)            | Platin                                                                 | 20.000     |
| Vereinigte Staaten (RIAA)    | Diamant                                                                | 10.000.000 |
| Vereinigtes Königreich (BPI) | Silber                                                                 | 60.000     |
| Insgesamt                    | 1× Silber · 1× Gold · 8× Platin · 1× Diamant ·                         | 10.880.000 |

### Hysteria
| Land/Region                  | Auszeichnungen für Musikverkäufe (Land/Region, Auszeichnung, Verkäufe) | Verkäufe   |
| ---------------------------- | ---------------------------------------------------------------------- | ---------- |
| Australien (ARIA)            | 4× Platin                                                              | 280.000    |
| Dänemark (IFPI)              | Gold                                                                   | 10.000     |
| Kanada (MC)                  | Diamant                                                                | 1.000.000  |
| Mexiko (AMPROFON)            | Gold                                                                   | 100.000    |
| Neuseeland (RMNZ)            | 8× Platin                                                              | 160.000    |
| Norwegen (IFPI)              | Gold                                                                   | 50.000     |
| Schweden (IFPI)              | Gold                                                                   | 50.000     |
| Schweiz (IFPI)               | Platin                                                                 | 50.000     |
| Vereinigte Staaten (RIAA)    | 12× Platin                                                             | 12.000.000 |
| Vereinigtes Königreich (BPI) | 2× Platin                                                              | 600.000    |
| Insgesamt                    | 4× Gold · 17× Platin · 2× Diamant ·                                    | 14.300.000 |

### Adrenalize
| Land/Region                  | Auszeichnungen für Musikverkäufe (Land/Region, Auszeichnung, Verkäufe) | Verkäufe  |
| ---------------------------- | ---------------------------------------------------------------------- | --------- |
| Australien (ARIA)            | 2× Platin                                                              | 140.000   |
| Dänemark (IFPI)              | Gold                                                                   | 50.000    |
| Europa (IFPI)                | Gold                                                                   | (500.000) |
| Finnland (IFPI)              | Gold                                                                   | 25.000    |
| Frankreich (SNEP)            | Gold                                                                   | 100.000   |
| Indien (IMI)                 | Silber                                                                 | 15.000    |
| Indonesien (ASIRI)           | Gold                                                                   | 25.000    |
| Irland (IRMA)                | Gold                                                                   | 7.500     |
| Japan (RIAJ)                 | Gold                                                                   | 100.000   |
| Kanada (MC)                  | 4× Platin                                                              | 400.000   |
| Malaysia (RIM)               | Gold                                                                   | 25.000    |
| Mexiko (AMPROFON)            | Gold                                                                   | 100.000   |
| Neuseeland (RMNZ)            | Platin                                                                 | 20.000    |
| Norwegen (IFPI)              | Gold                                                                   | 25.000    |
| Portugal (AFP)               | Silber                                                                 | 10.000    |
| Schweden (IFPI)              | Platin                                                                 | 100.000   |
| Schweiz (IFPI)               | Platin                                                                 | 50.000    |
| Spanien (Promusicae)         | Gold                                                                   | 50.000    |
| Südafrika (RISA)             | Gold                                                                   | 25.000    |
| Vereinigte Staaten (RIAA)    | 3× Platin                                                              | 3.000.000 |
| Vereinigtes Königreich (BPI) | Gold                                                                   | 100.000   |
| Insgesamt                    | 2× Silber · 13× Gold · 12× Platin ·                                    | 4.267.500 |

### Retro Active
| Land/Region               | Auszeichnungen für Musikverkäufe (Land/Region, Auszeichnung, Verkäufe) | Verkäufe  |
| ------------------------- | ---------------------------------------------------------------------- | --------- |
| Kanada (MC)               | Platin                                                                 | 100.000   |
| Schweiz (IFPI)            | Gold                                                                   | 25.000    |
| Vereinigte Staaten (RIAA) | Platin                                                                 | 1.000.000 |
| Insgesamt                 | 1× Gold · 2× Platin ·                                                  | 1.125.000 |

### Vault: Def Leppard Greatest Hits
| Land/Region                  | Auszeichnungen für Musikverkäufe (Land/Region, Auszeichnung, Verkäufe) | Verkäufe  |
| ---------------------------- | ---------------------------------------------------------------------- | --------- |
| Japan (RIAJ)                 | Gold                                                                   | 100.000   |
| Kanada (MC)                  | 2× Platin                                                              | 200.000   |
| Mexiko (AMPROFON)            | Gold                                                                   | 100.000   |
| Neuseeland (RMNZ)            | 2× Platin                                                              | 40.000    |
| Norwegen (IFPI)              | Gold                                                                   | 25.000    |
| Vereinigte Staaten (RIAA)    | 4× Platin                                                              | 4.000.000 |
| Vereinigtes Königreich (BPI) | Platin                                                                 | 300.000   |
| Insgesamt                    | 3× Gold · 9× Platin ·                                                  | 4.765.000 |

### Slang
| Land/Region                  | Auszeichnungen für Musikverkäufe (Land/Region, Auszeichnung, Verkäufe) | Verkäufe |
| ---------------------------- | ---------------------------------------------------------------------- | -------- |
| Kanada (MC)                  | Platin                                                                 | 100.000  |
| Vereinigte Staaten (RIAA)    | Gold                                                                   | 500.000  |
| Vereinigtes Königreich (BPI) | Gold                                                                   | 100.000  |
| Insgesamt                    | 2× Gold · 1× Platin ·                                                  | 700.000  |

### Euphoria
| Land/Region               | Auszeichnungen für Musikverkäufe (Land/Region, Auszeichnung, Verkäufe) | Verkäufe |
| ------------------------- | ---------------------------------------------------------------------- | -------- |
| Japan (RIAJ)              | Gold                                                                   | 100.000  |
| Kanada (MC)               | Gold                                                                   | 50.000   |
| Vereinigte Staaten (RIAA) | Gold                                                                   | 500.000  |
| Insgesamt                 | 3× Gold ·                                                              | 650.000  |

### Best of
| Land/Region                  | Auszeichnungen für Musikverkäufe (Land/Region, Auszeichnung, Verkäufe) | Verkäufe |
| ---------------------------- | ---------------------------------------------------------------------- | -------- |
| Argentinien (CAPIF)          | Gold                                                                   | 20.000   |
| Vereinigtes Königreich (BPI) | Platin                                                                 | 300.000  |
| Insgesamt                    | 1× Gold · 1× Platin ·                                                  | 320.000  |

### Rock of Ages: The Definitive Collection
| Land/Region               | Auszeichnungen für Musikverkäufe (Land/Region, Auszeichnung, Verkäufe) | Verkäufe  |
| ------------------------- | ---------------------------------------------------------------------- | --------- |
| Kanada (MC)               | 2× Platin                                                              | 200.000   |
| Neuseeland (RMNZ)         | Gold                                                                   | 7.500     |
| Vereinigte Staaten (RIAA) | Platin                                                                 | 1.000.000 |
| Insgesamt                 | 1× Gold · 3× Platin ·                                                  | 1.207.500 |

### Mirror Ball – Live & More
| Land/Region               | Auszeichnungen für Musikverkäufe (Land/Region, Auszeichnung, Verkäufe) | Verkäufe |
| ------------------------- | ---------------------------------------------------------------------- | -------- |
| Vereinigte Staaten (RIAA) | Gold                                                                   | 500.000  |
| Insgesamt                 | 1× Gold ·                                                              | 500.000  |

### The Story So Far – The Best Of
| Land/Region                  | Auszeichnungen für Musikverkäufe (Land/Region, Auszeichnung, Verkäufe) | Verkäufe |
| ---------------------------- | ---------------------------------------------------------------------- | -------- |
| Vereinigtes Königreich (BPI) | Gold                                                                   | 100.000  |
| Insgesamt                    | 1× Gold ·                                                              | 100.000  |

## Auszeichnungen nach Singles

### Animal
| Land/Region                  | Auszeichnungen für Musikverkäufe (Land/Region, Auszeichnung, Verkäufe) | Verkäufe |
| ---------------------------- | ---------------------------------------------------------------------- | -------- |
| Vereinigtes Königreich (BPI) | Silber                                                                 | 200.000  |
| Insgesamt                    | 1× Silber ·                                                            | 200.000  |

### Pour Some Sugar on Me
| Land/Region                  | Auszeichnungen für Musikverkäufe (Land/Region, Auszeichnung, Verkäufe) | Verkäufe  |
| ---------------------------- | ---------------------------------------------------------------------- | --------- |
| Neuseeland (RMNZ)            | 3× Platin                                                              | 90.000    |
| Vereinigte Staaten (RIAA)    | Gold                                                                   | 500.000   |
| Vereinigtes Königreich (BPI) | Platin                                                                 | 600.000   |
| Insgesamt                    | 1× Gold · 4× Platin ·                                                  | 1.190.000 |

### Hysteria
| Land/Region                  | Auszeichnungen für Musikverkäufe (Land/Region, Auszeichnung, Verkäufe) | Verkäufe |
| ---------------------------- | ---------------------------------------------------------------------- | -------- |
| Vereinigtes Königreich (BPI) | Silber                                                                 | 200.000  |
| Insgesamt                    | 1× Silber ·                                                            | 200.000  |

### Let’s Get Rocked
| Land/Region       | Auszeichnungen für Musikverkäufe (Land/Region, Auszeichnung, Verkäufe) | Verkäufe |
| ----------------- | ---------------------------------------------------------------------- | -------- |
| Australien (ARIA) | Gold                                                                   | 35.000   |
| Insgesamt         | 1× Gold ·                                                              | 35.000   |

### When Love & Hate Collide
| Land/Region                  | Auszeichnungen für Musikverkäufe (Land/Region, Auszeichnung, Verkäufe) | Verkäufe |
| ---------------------------- | ---------------------------------------------------------------------- | -------- |
| Vereinigtes Königreich (BPI) | Silber                                                                 | 200.000  |
| Insgesamt                    | 1× Silber ·                                                            | 200.000  |

## Auszeichnungen nach Videoalben

### Historia
| Land/Region               | Auszeichnungen für Musikverkäufe (Land/Region, Auszeichnung, Verkäufe) | Verkäufe |
| ------------------------- | ---------------------------------------------------------------------- | -------- |
| Australien (ARIA)         | Platin                                                                 | 15.000   |
| Kanada (MC)               | 3× Platin                                                              | 30.000   |
| Vereinigte Staaten (RIAA) | 2× Platin                                                              | 200.000  |
| Insgesamt                 | 6× Platin ·                                                            | 245.000  |

### In the Round – In Your Face Live
| Land/Region               | Auszeichnungen für Musikverkäufe (Land/Region, Auszeichnung, Verkäufe) | Verkäufe |
| ------------------------- | ---------------------------------------------------------------------- | -------- |
| Australien (ARIA)         | Gold                                                                   | 7.500    |
| Kanada (MC)               | Platin                                                                 | 10.000   |
| Vereinigte Staaten (RIAA) | 2× Platin                                                              | 200.000  |
| Insgesamt                 | 1× Gold · 3× Platin ·                                                  | 217.500  |

### Historia/In the Round – In Your Face Live
| Land/Region               | Auszeichnungen für Musikverkäufe (Land/Region, Auszeichnung, Verkäufe) | Verkäufe |
| ------------------------- | ---------------------------------------------------------------------- | -------- |
| Vereinigte Staaten (RIAA) | Gold                                                                   | 50.000   |
| Insgesamt                 | 1× Gold ·                                                              | 50.000   |

### Visualize
| Land/Region               | Auszeichnungen für Musikverkäufe (Land/Region, Auszeichnung, Verkäufe) | Verkäufe |
| ------------------------- | ---------------------------------------------------------------------- | -------- |
| Kanada (MC)               | Gold                                                                   | 5.000    |
| Vereinigte Staaten (RIAA) | Gold                                                                   | 50.000   |
| Insgesamt                 | 2× Gold ·                                                              | 55.000   |

### Rock of Ages: The Definitive Collection
| Land/Region               | Auszeichnungen für Musikverkäufe (Land/Region, Auszeichnung, Verkäufe) | Verkäufe |
| ------------------------- | ---------------------------------------------------------------------- | -------- |
| Vereinigte Staaten (RIAA) | Gold                                                                   | 50.000   |
| Insgesamt                 | 1× Gold ·                                                              | 50.000   |

## Statistik und Quellen
| Land/RegionAuszeichnungen für Musikverkäufe (Land/Region, Auszeichnungen, Verkäufe, Quellen) | Silber     | Gold       | Platin       | Diamant     | Verkäufe   | Quellen                                                     |
| -------------------------------------------------------------------------------------------- | ---------- | ---------- | ------------ | ----------- | ---------- | ----------------------------------------------------------- |
| Argentinien (CAPIF)                                                                          | —          | Gold1      | —            | —           | 20.000     | capif.org.ar (Memento vom 6. Juli 2011 im Internet Archive) |
| Australien (ARIA)                                                                            | —          | 2× Gold2   | 7× Platin7   | —           | 477.500    | aria.com.au                                                 |
| Dänemark (IFPI)                                                                              | —          | 2× Gold2   | —            | —           | 60.000     | ifpi.dk                                                     |
| Europa (IFPI)                                                                                | —          | Gold1      | —            | —           | (500.000)  | Einzelnachweise                                             |
| Finnland (IFPI)                                                                              | —          | Gold1      | —            | —           | 25.000     | ifpi.fi                                                     |
| Frankreich (SNEP)                                                                            | —          | 2× Gold2   | —            | —           | 200.000    | infodisc.fr snepmusique.com                                 |
| Indien (IMI)                                                                                 | Silber1    | —          | —            | —           | 15.000     | Einzelnachweise                                             |
| Indonesien (ASIRI)                                                                           | —          | Gold1      | —            | —           | 25.000     | Einzelnachweise                                             |
| Irland (IRMA)                                                                                | —          | Gold1      | —            | —           | 7.500      | Einzelnachweise                                             |
| Japan (RIAJ)                                                                                 | —          | 3× Gold3   | —            | —           | 300.000    | riaj.or.jp                                                  |
| Kanada (MC)                                                                                  | —          | 2× Gold2   | 23× Platin23 | Diamant1    | 2.995.000  | musiccanada.com                                             |
| Malaysia (RIM)                                                                               | —          | Gold1      | —            | —           | 25.000     | Einzelnachweise                                             |
| Mexiko (AMPROFON)                                                                            | —          | 3× Gold3   | —            | —           | 300.000    | amprofon.com.mx                                             |
| Neuseeland (RMNZ)                                                                            | —          | Gold1      | 15× Platin15 | —           | 332.500    | aotearoamusiccharts.co.nz                                   |
| Norwegen (IFPI)                                                                              | —          | 3× Gold3   | —            | —           | 100.000    | ifpi.no (Memento vom 5. November 2012 im Internet Archive)  |
| Portugal (AFP)                                                                               | Silber1    | —          | —            | —           | 10.000     | Einzelnachweise                                             |
| Schweden (IFPI)                                                                              | —          | Gold1      | Platin1      | —           | 150.000    | sverigetopplistan.se                                        |
| Schweiz (IFPI)                                                                               | —          | Gold1      | 2× Platin2   | —           | 125.000    | hitparade.ch                                                |
| Spanien (Promusicae)                                                                         | —          | Gold1      | —            | —           | 50.000     | mediafire.com                                               |
| Südafrika (RISA)                                                                             | —          | Gold1      | —            | —           | 25.000     | Einzelnachweise                                             |
| Vereinigte Staaten (RIAA)                                                                    | —          | 7× Gold7   | 18× Platin18 | 2× Diamant2 | 36.550.000 | riaa.com                                                    |
| Vereinigtes Königreich (BPI)                                                                 | 4× Silber4 | 3× Gold3   | 5× Platin5   | —           | 2.760.000  | bpi.co.uk                                                   |
| Insgesamt                                                                                    | 6× Silber6 | 38× Gold38 | 71× Platin71 | 3× Diamant3 |            |                                                             |